# West Lulworth
West Lulworth est une paroisse civile et un village du Dorset, en Angleterre.